# Carl Gustaf Broms
Carl Gustaf Broms,  född 4 november 1756 i Örebro, död 28 januari 1833 i Örebro, var en svensk affärsman och riksdagsman.
Carl Gustaf Broms idkade tillsammans med sin bror Johan Daniel Broms mycket omfattande affärsverksamhet i Örebro, men ingrep också på ett synnerligen framstående sätt i allmänna angelägenheter. Redan 1789 var han för staden riksdagsman i borgarståndet, ett uppdrag, som förnyades 1809–1810. Genom hans kraftiga medverkan bildades 1803 Örebro läns hushållningssällskap (varav han till 1824 var ledamot och 1819 ordförande), det av K. M:t 1820 stadfästa Hjälmare kanal- och slussverks bolag (varav han var ledamot till sin död) och 1821 Örebro läns sparbank. 
Med sina många segelfartyg bedrev Broms efter kanalens fullbordande (1830) livlig sjöfart mellan Örebro dåvarande hamn Skebäck och Stockholm. Broms fick kommerseråds titel och kallades för sin verksamhet till lantbrukets höjande till ledamot av Lantbruksakademien. 